# Bobigny
Bobigny [bo.bi.ɲi] je město v severovýchodní části metropolitní oblasti Paříže ve Francii v departmentu Seine-Saint-Denis a regionu Île-de-France. Od centra Paříže je vzdálené 9,1 km.

## Geografie
Sousední obce: Drancy, La Courneuve, Pantin, Romainville, Noisy-le-Sec a Bondy.

## Vývoj počtu obyvatel
Počet obyvatel

## Transport
Bobigny je dostupné linkou číslo 5 pařížského metra.

## Osobnosti
- René Goscinny (1926–1977), spisovatel a scenárista kreslených seriálů s postavou Asterixe
- Albert Uderzo (1927–2020), kreslíř a ilustrátor, spoluautor komiksu Asterix
- Jacques Brel (1929–1978), belgický šansoniér, písničkář, básník, herec a režisér
- Muriel Hurtisová (* 1979), atletka – sprinterka
- Gaël Monfils (* 1986), tenista

## Partnerská města
- Postupim, Německo
- Serpuchov, Rusko